# Bim
Bim é um filme de drama trinitário de 1975 dirigido por Hugh A. Robertson e escrito por Raoul Pantin. Considerado clássico do cinema caribenho, recebeu em São Tomás, no Festival Internacional de Cinema das Ilhas Virgens Americanas, uma medalha de ouro por ser "um filme de mérito incomum".

## Elenco
- Stafford Alexander - Jones
- Jennifer Ali - Anna
- Clyde Alleyne - Radialista
- Ronald Amoroso - Balo
- Oliver Boodnu - Chitram
- Helene Camps
- Garnett Craigwell
- Joseph Gilbert
- George Gogar
- Rosr Hanuman - Ria
- John Henderson
- Ann Hilton - Mary
- Wilbur Holder - Wabham